# Torosomyia parallela
Torosomyia parallela är en tvåvingeart som beskrevs av Henry J. Reinhard 1935. Torosomyia parallela ingår i släktet Torosomyia och familjen parasitflugor.
Artens utbredningsområde är Kansas. Inga underarter finns listade i Catalogue of Life.